# Calonotos chlorota
Calonotos chlorota là một loài bướm đêm thuộc phân họ Arctiinae, họ Erebidae.